# My Brother the Pig
My Brother the Pig (no Brasil: Pig - Uma Aventura Animal) é um filme de comédia estadunidense de 1999, dirigido por Erik Fleming. No elenco estão  Scarlett Johansson e Eva Mendes no inicio da carreira.

## Sinopse
O casal Richard e Dee Dee Caldwell (Judge Reinhold e Romy Windsor) decide fazer uma viagem até a França, deixando os filhos Katty (Scarlett Johansson), de catorze anos e George (Nick Fuoco), de oito anos sob os cuidados da babá, Matilda (Eva Mendes). Quando George abre um misterioso livro, se transforma num porquinho. Então, cabe a Katty, Matilda e Freud (Alex D. Linz), o amigo de George, irem até o México, pois a avó de Matilda (que é uma feiticeira) vive lá e é a única que pode desfazer o feitiço.

## Elenco
- Nick Fuoco .... George Caldwell
- Scarlett Johansson .... Kathy Caldwell
- Judge Reinhold .... Richard Caldwell
- Romy Windsor .... Dee Dee Caldwell (creditada como Romy Walthall)
- Eva Mendes .... Matilda
- Alex D. Linz .... Freud
- Bronko .... Porco George
- Gloria .... Porco George
- Patches .... Porco George
- Piggy .... Porco George
- Red .... Porco George
- Trouble .... Porco George
- Paul Renteria .... Guarda da Beira
- Renee Victor .... Vovó Berta (creditada como Renée Victor)
- Cambria Gonzalez .... Mercedes
- Nicole Zarate .... Annie
- Eduardo Antonio Garcia .... Luis (creditado como Eduardo Garcia)
- Siri Baruc .... Garota Turista
- Charlie Combes .... Pai Turista
- Dee Ann Johnston .... Mãe Turista
- Marco Rodríguez .... Edwardo (creditado como Marco Rodriguez)
- Rob Johnston .... Motorista de Táxi
- Dee Bradley Baker .... Porco George (voz)